# Каллаи, Дьюла
Дьюла Каллаи (венг. Kállai Gyula; 1 июня 1910, Береттьоуйфалу, Австро-Венгрия — 12 марта 1996, Будапешт) — венгерский партийный и государственный деятель, премьер-министр Венгрии в 1965-67 годах.

## Биография
Ещё во время учёбы, в 1931 году, вступил в Коммунистическую партию. С 1939 по 1944 он работал в качестве редактора в социал-демократической газете «Népszava».
После образования Венгерской Народной Республики, с 20 августа 1949 Каллаи был преемником обвиненного в измене и казнённого министра иностранных дел Ласло Райка. Этот пост он занимал до 1951 года, затем был арестован, заключен в тюрьму и реабилитирован в 1954 году.
После народного восстания в 1956 году он помог восстановить власть Партии венгерских трудящихся, которая затем была переименована в Венгерскую социалистическую рабочую партию. Первоначально он был секретарём ЦК, а с 1956 года по 1975 год — членом Политбюро ЦК ВСРП.
4 ноября 1956 назначен премьер-министром Яношем Кадаром министром культуры. В кабинете Ференца Мюнниха он был с 28 января 1958 по 1960 государственным министром. Эту же должность он занимал во втором кабинете Я. Кадара с 13 сентября 1961 года, позднее был заместителем премьер-министра, а также первым заместителем премьер-министра.
30 июня 1965 стал преемником Я. Кадара на посту премьер-министра. На это посту находился до 14 апреля 1967 года, уступив его Йенё Фоку.
В 1967—1971 годах — председатель Национального Собрания ВНР. В 1957—1989 годах — председатель Отечественного Народного фронта, который был ответственным за проведение выборов.
Являлся депутатом Национального Собрания с 1954 по 1990 год.